# Rita Endestad
Rita Endestad, född 27 december 1965, är en norsk illustratör och grafisk designer. Hon är utbildad vid Institutt for visuell kommunikasjon vid Statens håndverks- og kunstindustriskole i Oslo.
Endestad har illustrerat flera böcker för barn och vuxna, bland annat Kaffe – en drikk, en historie, en livsstil 1997, Smak og behag och Bordet fanger, alla om mat och kultur. Hennes bilder är ofta målade eller utförda som kollage.